# Melolontha pectoralis
Melolontha pectoralis (selten Kaukasischer Maikäfer genannt) ist ein Käfer aus der Gattung der Maikäfer, die innerhalb der Blatthornkäfer (Scarabaeidae) zur Unterfamilie Melolonthinae gehört. Melolontha pectoralis ist in Mitteleuropa im Unterschied zum Feldmaikäfer und zum Waldmaikäfer selten und kommt hier nur im Süden vor. Das Verbreitungszentrum der Art liegt auf dem Balkan, in Kleinasien und den Kaukasusländern.

## Merkmale des Käfers
Melolontha pectoralis besitzt die typische Körpergestalt der Maikäfer und ist in allen Merkmalen sehr ähnlich zum Gemeinen Maikäfer. Seine Körperlänge beträgt, wie bei den verwandten Arten, 20 bis 28 Millimeter. 
In der Färbung ist die Art sehr variabel, aufgrund von geringfügigen Färbungs- und Zeichnungsunterschieden wurden früher zahlreiche Formen, Unterarten oder sogar Arten unterschieden, die heute nicht mehr als gerechtfertigt gelten. Der Kopf, das Pronotum und das Scutellum sind bei Tieren der typischen Unterart (so in Mitteleuropa) im Regelfall schwarz gefärbt, seltener braun. Auf dem Balkan und weiter nach Osten überwiegen Tiere mit hier rotbrauner Färbung. Der Vorderrand des Kopfschilds (Clypeus), die Flügeldecken (Elytren), die Antennen und die Beine sind fast immer rotbraun, Mittel- und Hinterschenkel können schwarz sein. Das Pygidium kann entweder ebenfalls rotbraun oder schwarz sein. Die Unterseite ist schwarz. Die Färbung ist teilweise durch eine teilweise fast deckende helle, weißliche bis hell gelbe Behaarung verhüllt, wodurch bei mitteleuropäischen Tieren die Elytren fast weiß erscheinen können. Die Behaarung ist doppelt, neben anliegenden kurzen Schuppenhaaren kommen dünne, lang abstehende Haare vor. Die Elytren wirken vor allem bei Tieren aus dem Iran oft längsgestreift, indem die geradzahligen Intervalle (zwischen den feinen rippigen Längsstreifen) fein punktiert und fast kahl sind, während die ungeradzahligen dicht und grob punktiert und weiß beschuppt sind (Aberration kraatzi). Auf dem Pronotum sind bei frischen, nicht abgeriebenen Exemplaren oft jederseits ein etwas verdichtetes helles Längsband und an den Seiten je ein kleiner, unbehaarter Spiegelfleck erkennbar. Auf der Unterseite des Rumpfabschnitts sind Mesosternum und Metasternum sehr lang und filzig, gelblich behaart. Wie typisch für die Maikäfer insgesamt hat jedes Hinterleibssegment auf der Seite ein dicht weiß behaartes und scharf begrenztes Dreieck. Eine Ecke zeigt jeweils nach hinten unten, sodass die Gesamtheit der Dreiecke eine Sägezahnkurve bildet (Abb. 1).
Eine sichere Unterscheidung von den anderen Maikäfer-Arten ist schwierig und nach Merkmalen der Färbung und Zeichnung nicht möglich. Typisch für viele Individuen sind folgende Merkmale: Die Hinterecken des Halsschilds (Pronotum) sind bei Melolontha pectoralis häufiger stumpf, oft aber (ebenso wie bei Melolontha melolontha) nach außen spitz vorgezogen, so dass der Seitenrand vor den Hinterecken etwas konkav eingebuchtet erscheint. Die meisten Männchen und viele Weibchen sind anhand der Gestalt des Pygidiums am Hinterleibsende bestimmbar. Dieses ist nie vor der ausgezogenen Spitze konvex verengt mit dadurch knopfförmig abgesetzter Spitze (wie beim Waldmaikäfer). Das Pygidium ist beim Männchen immer in eine verlängerte Spitze, den Pygidialfortsatz, verlängert. Dieser ist aber im Regelfall kürzer, schmaler und schwächer als beim Feldmaikäfer (Abb. 3). Bei den Weibchen fehlt ein spitzer Pygidialfortsatz, das Pygidium ist am Ende leicht winklig abgerundet bis abgestutzt, selten etwas ausgerandet. Beim Feldmaikäfer tragen hingegen die meisten Weibchen ebenfalls einen spitzen Pygidialfortsatz. Das Pygidium ist bei Melolontha pectoralis oft (aber nicht immer) doppelt behaart, mit klar unterscheidbaren längeren und kurzen Haaren. Bei Melolontha melolontha ist diese Behaarung stets einfach.
Die Bestimmung anhand der Form des Pygidiums ist aber unsicher, da bekanntermaßen abweichende Individuen vorkommen, die in der Merkmalsausprägung der jeweils anderen Art ähneln. Für eine sichere Bestimmung sind daher die Begattungsorgane (Aedeagus mit Parameren) der Männchen zu untersuchen. Untypisch ausgeprägte Weibchen sind nicht bis zur Art bestimmbar. Der Aedeagus ist bei Melolontha pectoralis immer in allen Teilen kleiner als bei Melolontha melolontha. Wichtigster Unterschied der Arten ist aber die Gestalt der oben (dorsal) erhöhte Abschnitt der Spitze (Apex) der Parameren.
Die Geschlechter können bei Melolontha pectoralis, wie typisch für Maikäfer, an der Gestalt der Antennen unterschieden werden. Die zehngliedrigen Fühler bestehen aus einer Geißel und einem Fühlerfächer. Dem kräftigen Basalglied (Scapus) folgt ein kleines zweites (Pedicellus) und ein gestrecktes drittes Fühlerglied (das erste Glied der Fühlergeißel). Beim Weibchen ist das folgende Glied zwar auch schon etwas erweitert, aber erst die Glieder fünf bis zehn sind wie beim Männchen die Glieder vier bis zehn nach vorn blattartig vergrößert und gegeneinander beweglich und bilden den Fühlerfächer. Beim Männchen besteht dieser also aus sieben Gliedern und ist deutlich länger als die übrigen Glieder der Geißel zusammen, beim Weibchen besteht der Fühlerfächer nur aus sechs Gliedern, und er ist nur etwa halb so lang wie der der Männchen.
| Abb. 1: Männchen aus Reitter, Fauna germanica | Abb. 2: Seitenansicht Abb. 3: Pygidium Weibchen |

## Larve
Die Larven der Gattung Melolontha unterscheiden sich von anderen engerlingsähnlichen Larven durch das Borstenmuster auf der Ventralseite des letzten Abdominalsegments. Im dritten Larvenstadium verläuft in der Mitte eines Borstenfeldes längs eine paarige Borstenreihe, die nach vorn das Borstenfeld deutlich überragt. Jede Reihe besteht aus 21 bis dreißig eng stehenden, kurzen, kräftigen und dunklen Borsten. Sie verlaufen über zwei Drittel der Länge des Abdominalsegments und sind dabei annähernd parallel, nur im Bereich des Borstenfeldes divergieren sie leicht. Innerhalb der Gattung ist die Art dadurch ausgezeichnet, dass die drei letzten (nicht die letzten vier)  Stigmen kleiner sind als die vorhergehenden. Die Larven des ersten Stadiums messen durchschnittlich 2,5 Zentimeter, die des zweiten etwa 4,5 Zentimeter und die Larven des dritten Stadium erreichen eine Länge von durchschnittlich 6,5 Zentimeter.

## Biologie
Die wärmeliebende Art kommt in Mitteleuropa hauptsächlich an bewaldeten, trockenen Südhängen vor.
Das Weibchen legt die Eier in den Boden. Die Larven ernähren sich von Wurzeln. Für die Entwicklung brauchen sie drei bis vier Jahre. Die adulten Käfer erscheinen im späten Frühjahr, später als Feld- und Waldmaikäfer. Frisch geschlüpfte Exemplare sind weiß bestäubt, der Staub verliert sich jedoch schnell. Für den Reifungsfraß bevorzugen die Käfer den Wipfelbereich junger Eichen, die nicht direkt am Waldrand, aber in der Nähe davon stehen. In Deutschland angegeben als sehr lokal in den Sandgebieten in der offenen bis halboffenen Landschaft. Trockenheit und Wärme liebende Art. Seltenheit durch die hohen Ansprüche. Vom Aussterben bedroht.

## Verbreitung
Die Art erreicht in Mitteleuropa ihre nordwestliche Verbreitungsgrenze. Die westlichsten Funde stammen aus dem Elsass (Frankreich), wo die Art aber vermutlich ausgestorben ist. Das Verbreitungsgebiet umfasst Süddeutschland, Österreich, die italienische Halbinsel und den Balkan in Europa, in Asien außerdem Kleinasien (Türkei), den Kaukasus, östlich bis Aserbaidschan, und den nördlichsten Iran, nördlich des Elburs-Gebirges. Die nördlichsten Fundorte liegen im Osten im russischen Kaukasus und an der russischen Schwarzmeerküste.
Bei den Funden in Deutschland handelt es sich um isolierte Vorkommen in Südwestdeutschland, nördlich bis nach Südhessen (hier vom Aussterben bedroht).

## Phylogenie, Taxonomie, Systematik
Die Art wurde 1812 durch den österreichischen Entomologen Johann Carl Megerle von Mühlfeld, in seinem Werk Bemerkungen, Berichtigungen und Zusätze zu Illiger’s Zusätzen, Berichtigungen und Bemerkungen zu Fabricii Systema Eleutheratorum, schon unter ihrem heutigen Namen, erstbeschrieben. Typlokalität ist „Kärnten“. Die Art ist in ihrer Abgrenzung und Umschreibung bis in jüngste Zeit strittig, so dass zahlreiche Synonyme existieren. René Mikšić hielt diese Art noch 1975 sogar selbst für ein Synonym von Melolontha melolontha. Die Art bildet mit Melolontha melolontha und Melolontha hippocastani eine Verwandtschaftsgruppe (Artengruppe).
Strittig bis in jüngste Zeit ist der Status von Melolontha kraatzi Reitter, 1906. Dabei handelt es sich für einen von Reitter vergebenen Ersatznamen für Melolontha tibialis Kraatz, 1882, beschrieben aus dem Iran („Persien“). Dieser Name war präokkupiert von Melolontha tibialis Mulsant, 1842 und deshalb nicht verfügbar. Die Sippe wurde bis in jüngste Zeit als eigenständige Art, mit Verbreitung im Iran und Aserbaidschan, aufgefasst. In einer Revision im Jahr 2020 stuften Eckehard Rössner und Oliver Hillert sie zu einer abweichenden Form (einer Aberration) von Melolontha pectoralis pectoralis herab.
Heute werden zwei Unterarten unterschieden:
- Melolontha pectoralis pectoralis Megerle von Mühlfeld, 1812. Verbreitet im südlichen Mitteleuropa, in Italien, auf dem Balkan (südlich bis Nord-Griechenland), in Kleinasien und dem Kaukasus, östlich bis in den Iran.
- Melolontha pectoralis farinosa Kraatz, 1864. Unterscheidet sich von der typischen Unterart durch die immer einheitlich braune Färbung der Oberseite und in der Gestalt der Spitze der Parameren des Männchens. Verbreitet auf dem Balkan: Im Süden Albaniens, in Griechenland vom Grenzgebiet im Norden bis zur Halbinsel Peloponnes im Süden.

## Namensableitung
Der Artname pectoralis von lat. péctus = Brust bedeutet durch die Brust ausgezeichnet. Der Gattungsname Melolontha (altgr. μηλολόνθη melolónthe) bezeichnete im antiken Griechenland ein Insekt, mit dem die Kinder spielten.